# RT-2PM Topol'
L'RT-2PM Topol' (in cirillico: РТ-2ПМ Тополь, nome in codice NATO: SS-25 Sickle), talvolta identificato con la sigla RS-12M, è stato un missile balistico intercontinentale a testata multipla di fabbricazione sovietica, sviluppato sul finire degli anni '70 dal MITT di Mosca ed entrato in servizio presso le forze armate sovietiche nel 1988.
Progettato per rinforzare l'arsenale nucleare sovietico, venne sviluppato specificatamente per scoraggiare attacchi preventivi condotti dagli avversari contro i siti di lancio dei missili ICBM stipati nei silo: in quanto difficilmente rintracciabile, grazie all'elevata mobilità del lanciatore, era pertanto in grado di lanciare un attacco nucleare di rappresaglia.
Nel 1997 è entrata in servizio una versione aggiornata del Topol', denominata Topol'-M, destinata ad affiancarne e sostituirne parte degli esemplari in servizio. Nel 1999 in Russia sono stati censiti ben 369 esemplari in servizio attivo.
Al 2020, 36 lanciatori Topol' erano in servizio attivo presso le Forze armate della Federazione Russa mentre il definitivo ritiro, programmato per il 2024, è stato completato nel dicembre 2023.

## Storia

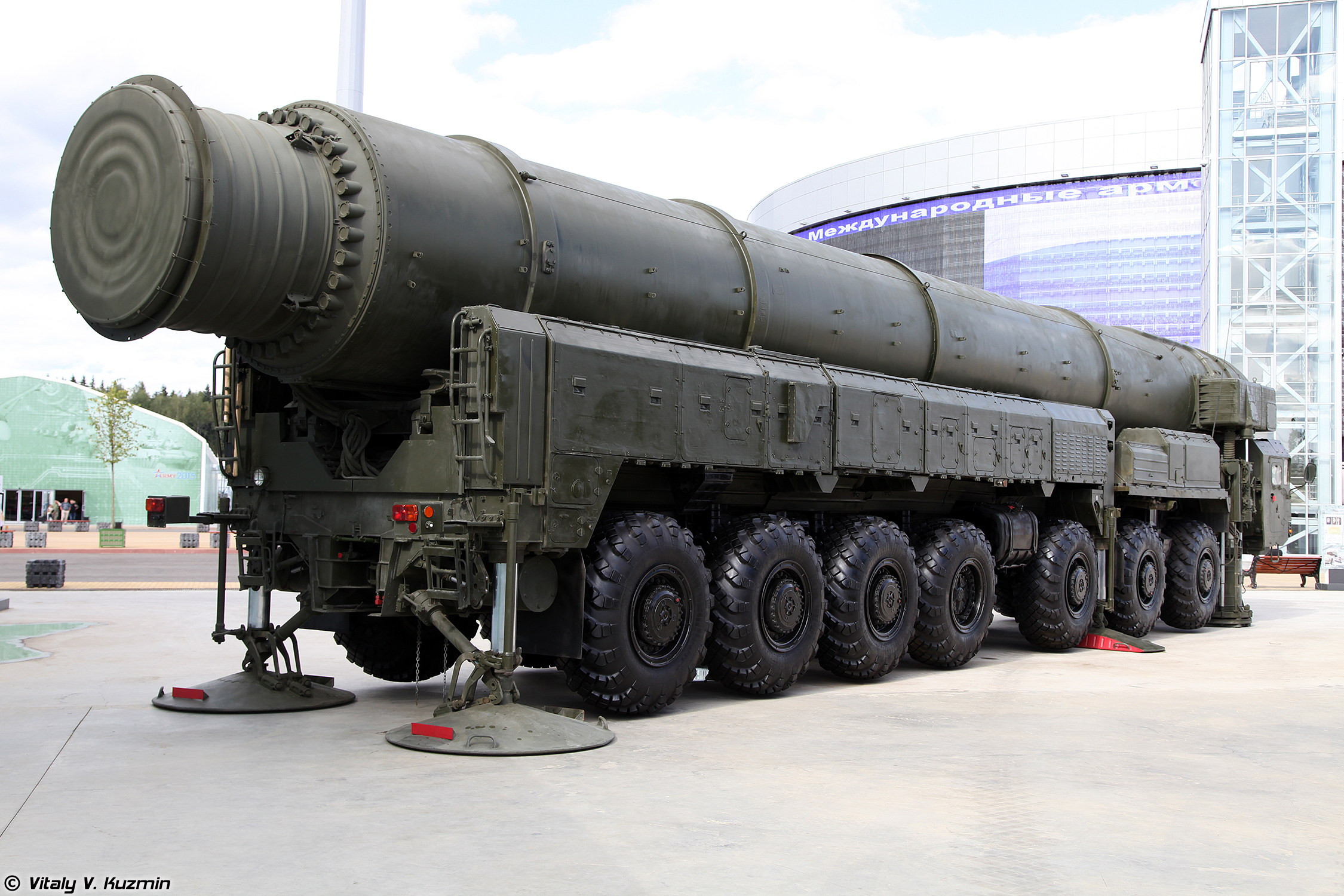
Vista posteriore di un RT-2PM

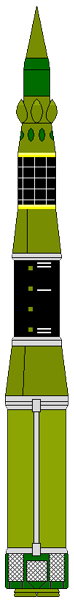
Vista schematica di un RT-2PM

Nel 1958 l'OKB-1 Korolev iniziò i lavori per i missili intercontinentali propulsi dalla allora nuova tecnologia dei propellenti solidi, che in verità risale agli albori della propulsione a razzo ma che era stata abbandonata per i missili balistici veri e propri. Troppo difficile costruire vettori di questo tipo con tali propellenti, sia pure migliorati rispetto alla polvere pirica delle epoche passate.
Ma i propellenti liquidi, come idrogeno e ossigeno, erano difficili da trattare per un altro motivo, indipendentemente dalle problematiche della camera di combustione. Infatti erano a bassissima temperatura e necessitavano di essere pompati nel missile prima dei lanci: se questa era una cosa accettabile, ancorché pericolosa, per i missili spaziali, non lo era altrettanto per quelli militari, che dovevano essere approntati in pochissimi minuti se non si voleva che venissero distrutti da eventuali attacchi preventivi.
Con i missili SS-7 i sovietici avevano costruito la prima forza di ICBM mondiale, ma la sua operatività era ancora troppo bassa, e queste enormi armi da 200t erano assai difficilmente e con lungo tempo approntabili, cosa che avrebbe dato allo Strategic Air Command americano la possibilità di spazzarle via se vi fosse stato un attacco preventivo. Fino alla metà anni sessanta la superiorità nucleare era chiaramente statunitense, ma quei pochi missili e bombardieri strategici sovietici costituirono nondimeno un deterrente sufficiente per dare tempo ai tecnici di sviluppare migliori successori.
I missili ICBM leggeri Minuteman statunitensi erano i primi a propellente solido, e benché fossero assai piccoli rispetto ai giganti sovietici erano in grado di colpire efficacemente qualunque parte del territorio russo, con un preavviso ridottissimo e lancio dal silos rinforzato. In URSS erano in corso studi per arrivare a missili di grandi dimensioni a propellente solido, ma i migliori risultati li ottenne l'OKB-1, guidato prima dall'accademico Sadowsky e poi, dal 1966, da A.D. Nadiradze. In seguito esso divenne noto come NPO Sojouz, o Moskow Institute of Thermal Technology (MITT, quasi omonimo del MIT statunitense).
Nei lavori ai missili a propellente solido si raggiunse un primo passo avanti con il Temp 2S, noto in Occidente come SS-16 Sinner, ICBM con 3 stadi solidi e il terzo liquido, e quindi ancora un sistema ibrido che però era mobile. Ne vennero realizzati una sessantina, mai immessi in linea solo per il Trattato AMB che vietava di spiegare ICBM mobili.
Intanto, una versione ridotta di questa tecnologia diede luogo all'RSD-10 Pioner, ovvero l'SS-20 Saber. Esso iniziò 72 lanci di prova dal 1974 e si dimostrò arma potente e affidabile. A quel punto le esperienze erano maturate a sufficienza per il grande salto in avanti, il missile ICBM totalmente a propellenti solidi. Questo ebbe il via a partire dal 19 luglio 1977, con l'ordine per lo sviluppo degli ICBM della quarta generazione. Questa era data da soli 2 sistemi, ovvero il RS-10A pesante (SS-24 Scalpel) e l'RS-12 Topol', ovvero l'SS-25 Sickle.

## Caratteristiche
Prodotto nella fabbrica gestita dal MITT, basata a Votlinsk, con la direzione dell'ing. Boris Lagutin, la nuova arma presentava innovazioni notevoli rispetto ai precedenti missili balistici.
Anzitutto, la costruzione non era in metallo. Il primo stadio era in fibra di vetro rinforzata, e gli altri 2 in filamenti bobinati in materiale composito: praticamente era un missile "di plastica" che conteneva in tal modo notevolmente il peso al lancio, valore capitale per un missile balistico (e riduceva anche la segnatura radar, cosa forse non malvista).
Il sistema di guida, inerziale, di tipo avanzato, consente una elevata precisione, di 200–900 m alla massima distanza in termini di CEP, e agisce su almeno 6 alette alla base del primo stadio, simili a quelle studiate per i missili aria-aria AA-12 Adder. Questa struttura, simile ad un'ammazzamosche, permette di aumentare la superficie a contatto con l'aria, consentendo una maggiore manovrabilità senza aumentare l'apertura alare. Queste alette sono utilizzate, una volta dispiegate dalla loro posizione aderente alla superficie del missile, per correggere la rotta, ma beninteso, solo finché l'arma è nella fase iniziale di accelerazione, anche perché poi viene sganciato lo stadio. Dopo le necessarie correzioni di rotta, gli stadi inferiori si sganciano e la sezione con le testate entra in orbita bassa.
A quel punto il sistema inerziale, con correzione data da un sensore ottico che percepisce le stelle (una sorta di GPS "naturale") di prima, seconda e forse anche terza grandezza, assicura la corretta traiettoria verso il bersaglio, da colpire con 4 bombe all'idrogeno che possono essere trasportate fino ad oltre 10000 km di distanza (non particolarmente elevata perché si è voluto dare maggior peso al carico utile) e poi arrivare sul bersaglio a oltre mach 20.
Per quanto riguarda il lanciatore, si tratta di un Minsk MAZ 547 modificato, con propulsione 14x14, costruito in Bielorussia. È un veicolo molto complesso che assicura la necessaria mobilità al missile nonostante le sue 45 tonnellate al lancio, oltre il silos isolante che lo contiene totalmente.
Prodotto nella fabbrica gestita dal MITT, basata a Votlinsk, con la direzione dell'ing. Boris Lagutin, la nuova arma presentava innovazioni notevoli rispetto ai precedenti missili balistici.
Anzitutto, la costruzione non era in metallo. Il primo stadio era in fibra di vetro rinforzata, e gli altri 2 in filamenti bobinati in materiale composito: praticamente era un missile "di plastica" che conteneva in tal modo notevolmente il peso al lancio, valore capitale per un missile balistico (e riduceva anche la segnatura radar, cosa forse non malvista).
Il sistema di guida, inerziale, di tipo avanzato, consente una elevata precisione, di 200–900 m alla massima distanza in termini di CEP, e agisce su almeno 6 alette alla base del primo stadio, simili a quelle studiate per i missili aria-aria AA-12 Adder. Questa struttura, simile ad un'ammazzamosche, permette di aumentare la superficie a contatto con l'aria, consentendo una maggiore manovrabilità senza aumentare l'apertura alare. Queste alette sono utilizzate, una volta dispiegate dalla loro posizione aderente alla superficie del missile, per correggere la rotta, ma beninteso, solo finché l'arma è nella fase iniziale di accelerazione, anche perché poi viene sganciato lo stadio. Dopo le necessarie correzioni di rotta, gli stadi inferiori si sganciano e la sezione con le testate entra in orbita bassa.
A quel punto il sistema inerziale, con correzione data da un sensore ottico che percepisce le stelle (una sorta di GPS "naturale") di prima, seconda e forse anche terza grandezza, assicura la corretta traiettoria verso il bersaglio, da colpire con 4 bombe all'idrogeno che possono essere trasportate fino ad oltre 10000 km di distanza (non particolarmente elevata perché si è voluto dare maggior peso al carico utile) e poi arrivare sul bersaglio a oltre mach 20.
Per quanto riguarda il lanciatore, si tratta di un Minsk MAZ 547 modificato, con propulsione 14x14, costruito in Bielorussia. È un veicolo molto complesso che assicura la necessaria mobilità al missile nonostante le sue 45 tonnellate al lancio, oltre il silos isolante che lo contiene totalmente.

## Impiego operativo
Il primo lancio di questo missile avvenne il 26 ottobre 1982 ma senza successo, poi seguirono un test con successo l'8 febbraio dell'anno successivo e altri 60 circa, un numero notevolissimo per un'arma di questa categoria, che terminarono già nel dicembre 1983. L'epoca vedeva il confronto militare Est/Ovest con una tensione elevatissima, e gli sviluppi di armamenti erano curati con un ritmo esasperato.
La produzione partì quindi in grande stile già allo stadio sperimentale, e l'ordine di dispiegamento operativo data 23 luglio 1985, con il primo reparto già operativo il 2 agosto, sia pure su base limitata. La piena operatività venne dichiarata il 1º dicembre 1988, dopo circa 10 anni dall'inizio dello sviluppo, un tempo medio per un'arma innovativa e temibile che tuttavia non impedì all'URSS di disgregarsi per motivi politici ed economici.
A questo punto, la superpotenza lasciò in eredità anche alla Bielorussia 81 missili su 2 reparti di lancio, a Lida e Mozyr, consentendole di diventare una potenza nucleare a tutti gli effetti. Nemmeno la Cina poteva vantare una tale potenzialità strategica, ma a seguito di accordi internazionali questi reparti sono stati disattivati.
Notare bene che a seguito delle diminuzioni di armamenti nucleari dei trattati START, negli anni novanta la dotazione di testate è scesa da 4 ad 1, con peso di 1000 kg e potenza di 550 Kt.
In Russia, almeno inizialmente, le località dove erano concentrati i TEL (Veicoli Trasportatori, Elevatori, Lanciatori) erano Ptelesenks, Spassak Dalniy, Juria e altre 2 località, tutti noti come "campi missilistici".
Nel 2002 le forze strategiche della Russia avevano 40 unità di fuoco, ciascuna con un totale di nove lanciatori e un numero non noto di ricariche, che comportavano complessivamente almeno 360 missili operativi, una forza ICBM che rappresentava un notevole deterrente, anche perché i reparti di questo tipo erano particolarmente ben considerati nell'ambito del Comando strategico missilistico, che di fatto li ha elevati al rango di reparti d'élite. Come abbastanza facilmente si comprende, essendo i sottomarini nucleari e i bombardieri strategici, nel contempo, in inarrestabile declino.
Infatti entrambi gli altri elementi sono molto più costosi da far operare rispetto ai veicoli di lancio terrestri, ruotati, armati con missili balistici. Anche se la velocità massima è di 60 km/h, essi sono in pratica non attaccabili, e solo con un'eventuale azione di sorpresa gli USA potrebbero colpirli ancora nelle loro caserme.
Il presidente russo Putin ha recentemente ordinato di aumentare la prontezza operativa delle forze missilistiche nazionali, grazie alla migliorata situazione economica del Paese, soprattutto dovuta all'esportazione di materie prime combustibili.
Dopo la fine dell'URSS, i reparti strategici con le armi nucleari sono quelli che è stato più facile e necessario aggiornare. Lanciare un massiccio piano di sviluppo per costruire sottomarini nucleari balistici, o bombardieri supersonici strategici, sarebbe semplicemente fuori delle capacità attuali russe. Un reparto con missili ICBM e TEL mobili ha un costo e una flessibilità di impiego molto migliori e i missili SS-18, 24 e 25 sono rimasti la punta di diamante delle forze missilistiche strategiche russe.
Le operazioni belliche reali hanno poi di fatto confermato l'efficienza di tali sistemi mobili avanzati. L'Iraq nella Guerra del Golfo ha avuto la marina distrutta e le forze aeree bombardate senza tregua nel 1991, ma con i suoi modesti lanciatori missilistici Scud ha dato filo da torcere alla Coalizione nemica, che nonostante la supremazia aerea, la corta gittata dei lanciamissili nemici (che limitava l'area di ricerca) e la mancanza di appigli tattici, ha condotto quasi 3000 azioni di guerra senza apprezzabili successi. Solo l'azione dei Patriot ha contribuito a smorzare le polemiche per quello che resta forse l'unico punto negativo della campagna aerea di Desert Storm. Qualcosa di simile è successo anche nel 2003.
Se confrontato a questo dato di fatto, l'ambizione statunitense di cacciare gli ICBM mobili, che ha portato all'ATB, il B-2 Spirit, non può che essere considerata fallimentare. Il territorio sovietico, enormemente più grande dell'Iraq, avrebbe potuto nascondere i lanciamissili strategici SS-24 e 25 molto meglio di quanto non sia accaduto con gli Scud iracheni, e nel frattempo, il costo unitario del B-2 ha superato ogni record precedente, con oltre 1 miliardo di dollari (il B-1B, nonostante fosse supersonico, "soltanto" 400 milioni), cosa che ha comportato la riduzione della produzione da 132 a 75 e infine ad una trentina di macchine, entrate in servizio solo nel 1994 e caratterizzate da costi di gestione elevatissimi.
Il successore dell'RS-12/SS-25 è la sua versione migliorata, il SS-27 ovvero l'RS-12M-2 Topol'-M.

## Utilizzatori

### Passati
Russia
Al marzo 2020, 36 missili Topol' sono in servizio attivo presso:
- 35ª divisione missilistica a Barnaul
- 7ª Divisione missilistica della Guardia a Vypolzovo

 Unione Sovietica
- 39ª Divisione missilistica della Guardia (Pashino, Novosibirsk Oblast)